# Kissy, Sierra Leone
Kissy, före detta flyktinglägret Waterloo, är en fattig stadsdel i den östra delen av Sierra Leonees huvudstad Freetown. 